# Lorenza Borrani
Lorenza Borrani (Florence, 1983) is een Italiaanse violiste. Ze is eerste viool bij het Chamber Orchestra of Europe en stichtend lid van het orkestcollectief Spira Mirabilis.

## Jeugd
Lorenza Borrani werd geboren in Firenze. Op haar vijfde ging ze naar de Scuola di Musica di Fiesole, want ze wilde trompet spelen. Ze had net de Walt Disney-film Robin Hood gezien, waarin   olifanten trompet spelen. Bij de muziekschool vond men dat geen goed idee, omdat ze te jong was en haar longen niet groot genoeg waren. De beteuterde kleuter keek rond en zag een poster met een viool waar in grote letters Il Violino op stond. Daarom koos ze dan maar de viool. Ze studeerde bij Piero Farulli, Alina Company, Pavel Vernikov, Zinaida Gilels en Ilya Grubert .
Voor haar concertdebuut in 1995 in het theater La Pergola in Firenze speelde ze Bach's Doppelkonzert für zwei Violinen d-Moll, samen met Pavel Vernikov en dirigent Emmanuel Krivine. In het publiek bevond zich de toenmalige Italiaanse president Oscar Luigi Scalfaro. Ze studeerde af aan het Conservatorio Luigi Cherubini. Daarna ging ze naar de Universiteit voor Muziek en Podiumkunsten Graz in Oostenrijk, waar ze studeerde bij Boris Kuschnir en deel nam aan masterclasses bij Pier Narciso Masi, Mstislav Rostropovich, Ana Chumachenko, Maya Glezarova en Maurizio Pollini.

## Carrière
In 2003 werd ze lid van de Symphonica Toscanini, onder dirigent Lorin Maazel. Tussen 2005 en 2008 speelde ze bij Orchestra Mozart van Claudio Abbado. In oktober 2008 voerde Orchestra Mozart Peter en de Wolf van Prokofiev uit met acteur Roberto Benigni als verteller. In 2007 stond ze mee aan de wieg van het orkestcollectief Spira Mirabilis. Dit collectief werkt zonder dirigent en stelt de routineuze benadering van concerten, met weinig repetitietijd, in vraag en houdt zich voornamelijk bezig met studie om zoveel mogelijk te leren over elke partituur. Zonder de focus te willen leggen op dat 'dirigentloze'. Borrani verklaarde aan The Guardian dat ze "gedurende een 'Spira week' één werk bestuderen. ... We zijn er ons van bewust dat het een lang proces is om als een groep zonder dirigent een sterke en coherente benadering van een stuk te vormen. We proberen om een gemeenschappelijke manier te vinden om muziek te lezen en om op elkaar te reageren, zodat onze verschillende hersenen als één brein kunnen werken." Op 26 september 2012 was Spira Mirabilis in de Sint-Michielskerk in Gent, voor een uitvoering van Symfonie No. 5 van Beethoven. Spira Mirabilis werd in maart 2012 benoemd tot Cultureel Ambassadeur voor de Europese Unie.
Sinds 2008 is ze eerste viool bij het Kamerorkest van Europa. Hier werkte ze met dirigenten zoals Nikolaus Harnoncourt, Bernard Haitink, Vladimir Ashkenazy, Yannick Nézet-Séguin, Antonio Pappano, András Schiff en Simon Rattle. Op 1 december 2019 speelde ze in Bozar te Brussel, met de Australische pianist Kristian Bezuidenhout en andere leden van het orkest, voor een concert met werk van Schumann en Brahms. Op 6 februari 2020 stond Borrani als concertmeester met het Chamber Orchestra of Europe in deSingel te Antwerpen, met een programma van Mozart, Beethoven en Bach.
In 2018 startte ze het Mozart Quintets-project in Schloss Elmau, een luxeresort in de Beierse Alpen waar geregeld klassieke concerten plaatsvinden. Dit project was een samenwerking met enkele kamermuzikanten die zich toelegden op de studie en uitvoering van Mozart's zelden uitgevoerde strijkkwintetten. In 2019 speelde het kwintet de complete strijk- en blaaskwintetten van Mozart in het La Pergola theater in Firenze. In 2020 kreeg het kwintet de naam Spunicunifait.
Borrani speelde met het Luzerner Sinfonieorchester, European Union Youth Orchestra, Mahler Chamber Orchestra, Filarmonica della Scala, Bayerischen Rundfunk Orchester, Freiburger Barockorchester, Det Norske Kammerorchester, Scottish Chamber Orchestra, Australian Chamber Orchestra en l’Orchestre Philharmonique de Radio France.
Naast haar werk als muzikant en dirigent geeft Borrani vioollessen aan het Scuola di Musica di Fiesole. Ze is lid van het comité van het project Farulli 100 dat in 2020 werd opgericht ter nagedachtenis van Piero Farulli, die altviool speelde bij het legendarische Quartetto Italiano en oprichter van de Scuola di Musica di Fiesole.
In mei 2020 werd ze door de Royal Academy of Music in Londen benoemd tot gasthoogleraar kamerorkesten. Daarnaast houdt ze zich vooral bezig met intensieve studie van authentieke uitvoeringspraktijken. 
Lorenza Borrani bespeelde kostbare violen die ter beschikking werden gesteld door de Fondazione Pro Canale in Milaan, zoals de violen van Ferdinando Gagliano (Napels, 1762) en Santo Serafino (Venetië, 1745). Sinds 2019 bespeelt ze een viool van Camillo Camilli, een van de beste 18e-eeuwse makers van de Mantua-school, die eerder toebehoorde aan de Duitse violist Hubert Buchberger, voormalig lid van het Buchberger Quartet en vader van Luise Buchberger, die cello speelt bij het Chamber Orchestra of Europe.